# Skånelandsbevægelsen
Skånelandsbevægelsen er en fælles betegnelse for foreninger, der arbejder for kulturel og/eller politisk autonomi for Skånelandene. I Danmark findes Foreningen Skånsk Fremtid og Dansk-Skaansk Forening.
I 1923 skrev helsingborgpræsten David Assarsson bogen Det skånska problemet, hvori han påviste det uholdbare i, at de dengang 750.000 skåninger nægtedes kendskab til deres egen danske historie. Bogen blev modtaget med foragt af den svenske akademiske verden. I en anmeldelse i Lund-studenternes tidsskrift Lundagård hed det: "Det är en konst, inte bara att minnas, men också att glömma". Assarssons protest fik stor betydning for mange mennesker i de gamle østdanske provinser og blev ophav til den i 1937 stiftede organisation Skånsk Samling, hvis medlemmer i vid udstrækning var forfattere og billedkunstnere.
I 1954 stiftede Ernfrid Tjörne sammen med skolelæreren Poul Willadsen Dansk-Skaansk Forening. Foreningen var i begyndelsen en slags søsterforening til Skånsk Samling og henvendte sig først og fremmest til interesserede danskere.
Fra 1967 højtideligholder Kulturföreningen Skånelands Flagga hvert år Skånelands flag.
I 1980'erne dukkede Skånepartiet op på den politiske scene. De skånske synspunkter blev fremført sammen med kritik af indvandringen. Partiet fik i 1985 7,2 % af stemmerne i Malmø, hvilket bragte 66 års
socialdemokratisk flertal i kommunen til ophør.
I 1990'erne blev der stiftet flere nye skånske foreninger: Stiftelsen Skånsk Framtid, Foreningen Skånsk Fremtid og Föreningen Skånelands Framtid, der blev optaget i den europæiske organisation for mindretalsnationaliteter, FUEN (Federal Union of European Nationalities) i 1991 og to år senere i den internationale organisation for ikke-anerkendte minoritetsgrupper UNPO (Unrepresented Nations and Peoples Organisation).
I 2002 dannedes partiet Skånefederalisterne, der – til 2006/2007 – arbejdede for skånsk autonomi i et føderalt Sverige.

## Eksterne links
- Online-bøger fra Skånelandsbevægelsen Arkiveret 26. oktober 2007 hos  Wayback Machine
- Stiftelsen Skånsk Framtid
- Foreningen Skånsk Fremtid Arkiveret 24. oktober 2020 hos  Wayback Machine
- Dansk-Skaansk Forening
- Kulturföreningen Skånelands Flagga Arkiveret 29. december 2003 hos  Wayback Machine
- Selskabet Skånsk Samling (Webside ikke længere tilgængelig)
- Skånepartiet